# Olavius algarvensis
Olavius algarvensis är en ringmaskart som beskrevs av Giere, Erséus och Stuhlmacher 1998. Olavius algarvensis ingår i släktet Olavius och familjen glattmaskar. Inga underarter finns listade i Catalogue of Life.